# RC Sparta Praha
Il RC Sparta Praha ("Associazione rugbistica Sparta Praga") è una società di rugby di Praga fondata il 28 agosto 1928.

## Storia
Fondata il 28 agosto 1928 sotto il nome di Athletic Club Sparta vinse il primo titolo Cecoslovacco nel 1931 sotto la guida del primo storico allenatore Andrée Cannellas.
Il 28 aprile 1929 disputò la prima partita amichevole contro il VŠ sport Brno. Vinse due titoli consecutivi nel 1967 e nel 1968 e si consolida nel 1973 vincendo un altro titolo. Vinse nel 1990 l'ultimo titolo cecoslovacco mentre nel 1998 è nel 1999 si confermò campione nel campionato ceco. Dopo ben 18 anni nel 2017 tornarono alla vittoria del titolo per poi riconfermati nel 2019.

## Palmarès

### Trofei nazionali
- Campionato ceco di rugby a 15: 4
1997-98, 1998-99, 2016-17, 2019
- Campionati cecoslovacchi: 5
1930-31, 1966-67, 1967-68, 1972-73, 1989-90